# Cerynea trichobasis
Cerynea trichobasis là một loài bướm đêm trong họ Erebidae.